# Sala La Planeta
La Sala La Planeta (o Sala independent de teatre La Planeta) és un espai teatral gironí amb programació estable. Es troba fent cantonada al Passeig José Canalejas, número 3, de Girona. Es tracta d’una sala de teatre independent que funciona des de 1987.
La gestió d'aquest equipament cultural d'iniciativa privada ha estat, des del seu naixement, a càrrec de l'associació grup Proscenium, una formació degana del teatre independent gironí, dirigida per Joan Ribas i Feixas, que coordina les activitats que es porten a terme a La Planeta.

## Edifici
L'edifici en el qual està instal·lada fou concebut l’any 1925 per l’arquitecte Joan Roca i Pinet com a sala de ball annexa al Teatre Albéniz i contigua a la part interior del Cinema Coliseu. No obstant això, per encàrrec del promotor Miquel Ferrer, al cap d’un any van transformar els interiors en la fàbrica d’espardenyes Gabaldà i Ferrer, que va funcionar, com a mínim, fins a la Guerra Civil. El 1955 esdevingué el garatge dels autobusos Sarfa a la planta baixa, alhora que al primer pis s’hi havia establert l’Hotel Rio, tot plegat obra de l’arquitecte Josep Claret. Als anys setanta el propietari de la finca, Damià Ferrer, la vengué i finalment l’any 1987 s’hi inaugurà la Sala La Planeta, sota direcció de Pere Puig. Si bé per dins ha estat totalment transformat, l'edifici manté parcialment la façana noucentista de Roca Pinet.
La sala, situada a la planta baixa, té capacitat per a unes 162 persones, que es distribueixen normalment en una grada fixa amb cadires mòbils. L'escenari queda així més baix que la grada i mesura 15,39 metres d’amplada per 8,40 metres de profunditat sense càmera negra. La Planeta disposa encara d’un altre espai de representació que serveix a seu torn com a sala d’assaig. Es tracta de la gran sala que ocupa gran part del primer pis, en la qual hi ha també el bar que s’obre els dies de funció.

## Programació
La Planeta ofereix programació ininterrompuda tot l’any, alternant així programació pròpia i la participació en festivals com ara el Temporada Alta. Aquesta activitat la situa en sala de referència de l'escena gironina, especialment pel que fa a produccions de petit i mitjà format. A tall d’exemple, s’hi ha representat Carrer de Txernòbil de Joaquim Armengol, Un obús al cor de Wajdi Mouawad (prod. La Perla 29), A.K.A. (Also Known As) de Dani J. Meyer, Requiem for Evita de Jordi Prat i Coll o El mar no cap dins d’una capsa de sabates de Laia Alsina (cia. El Martell).
La sala La Planeta compta amb la productora pròpia Mithistòrima, dirigida per Pere Puig i Anna Carina Ribas, que desenvolupa el projecte artístic de producció i difusió d’espectacles de la sala La Planeta. Mithistòrima conté la Cia. La Planeta, dedicada a teatre infantil i responsable d’espectacles familiars com Un conte de les mil i una nits i Un vampir ben educat, dirigits per Pere Puig. Al seu torn, des de 2006 ha produït més d’una quinzena d’espectacles, amb directors com Xavier Pujolràs, Jordi Prat i Coll, Xicu Masó, Carles Fernàndez Giua, Pep Vila i Pere Puig, companyies com La Mentidera, La Ruta 40, Arcàdia i Teatre de l’Enjòlit, i dramaturgs com Ferran Joanmiquel, Llàtzer Garcia, i Josep Maria Miró. A més de nova dramatúrgia catalana, Mithistòrima ha estrenat produccions d’autoria contemporània universal, com ara La farsa de Walworth d'Enda Walsh, dirigida per Pere Puig. Val a dir que la sala La Planeta també acull i produeix el Cicle de Teatre Verbatim, de teatre documental d’aquesta modalitat, amb espectacles com ara El color de la llum de Ferran Joanmiquel o No m’oblideu mai de Llàtzer Garcia.
Al seu torn, la sala manté un vincle molt estret amb el Grup Proscenium, companyia de teatre amateur que anualment hi realitza lectures dramatitzades sota la direcció de Joan Ribas, alhora que és responsable d’Els Pastorets de Girona, que es representen al Teatre Municipal. A més, la sala La Planeta programa concerts i presentacions de discos i acull cada any el Torneig de dramatúrgia programat pel festival Temporada Alta i els tallers de final de curs i altres mostres del Centre de Formació Teatral El Galliner i companyies contigües.